# Idiohelina nelsoni
Idiohelina nelsoni är en tvåvingeart som beskrevs av Malloch 1929. Idiohelina nelsoni ingår i släktet Idiohelina och familjen husflugor. Inga underarter finns listade i Catalogue of Life.